# Rio Guajará (vattendrag i Brasilien, lat -1,77, long -52,99)
Rio Guajará är ett vattendrag i Brasilien.   Det ligger i delstaten Pará, i den centrala delen av landet, 1 700 km norr om huvudstaden Brasília.
I omgivningarna runt Rio Guajará växer i huvudsak städsegrön lövskog. Trakten runt Rio Guajará är nära nog obefolkad, med mindre än två invånare per kvadratkilometer.